# Radio Milano Uno
Radio Milano Uno era un'emittente radiofonica FM locale privata, così come la sua gemella Radio Roma Uno, con sede a Milano in Galleria del Corso 4, e di proprietà di SugarNet, media company della casa discografica Sugar Music, guidata da Caterina Caselli e dal figlio Filippo Sugar, nipote del fondatore.

## Storia
Nel 2001 la famiglia Sugar attraverso la SugarNet, media company del gruppo guidata da Mauro Cauchi, decide di investire in un progetto di radio metropolitane sul modello delle Big Town Station americane e dell'emittente televisiva milanese Sei Milano, che basava il proprio palinsesto sull'informazione cittadina a sua volta modellata su esempi d'oltreoceano come New York One e CityTV Toronto.
La prima a nascere è Radio Roma Uno nei primi mesi del 2002 sulla frequenza 90.9 precedente appartenuta a Mondo Radio, radio locale capitolina. Radio Milano Uno inizia le prove tecniche di trasmissione qualche mese più tardi nell'aprile del 2002 sulla frequenze 88.700 MHz - su cui esordì nel 1977 Radio Milano Ticinese - già di Station One (e prima ancora di Radio Italia Network e Radio Zeta), storica emittente radiofonica meneghina, con il coordinamento redazionale di Michaela Karina Bellisario. Concepite come radio di servizio incentrate sull'informazione cittadina rivolte non esclusivamente a un pubblico giovanile, le due radio metropolitane del gruppo Sugar vedono alternarsi tra gli speaker Dario Dossena, Steve Di Rico e Luca Benedetti, mentre la responsabilità tecnica è di Franco Denari. Vengono inaugurati i primi programmi e all'inizio del 2003 la responsabilità della redazione viene affidata a Sergio Di Pasquale Luci, mentre arrivano come speaker e giornalisti Stefania Salardi, Elisa Alloro, Maurizio Guagnetti, Govind Singh Khurana e Antonio Losito. Nella primavera del 2003 parte Frequenza obbligatoria trasmissione quotidiana nella quale si alternano studenti della Statale, della Cattolica, della Bocconi e del Politecnico, guidati dal dj Roger, mentre nella fascia 14-18 si colloca Tutti Fuori con Steve condotto da Steve Di Rico, lunga striscia quotidiana sul clubbing e la movida cittadina che verrà chiusa nel gennaio 2005.
Con la partenza di Cauchi e l'arrivo nel 2004 di Claudio Astorri come responsabile marketing, Milano Uno e Roma Uno puntano a un target esclusivamente giovanile compreso nella fascia 18-34 anni, mentre il break even viene fissato a fine giugno 2005. Si moltiplicano gli investimenti: secondo un progetto elaborato per conto di SugarNet da Consultmedia (struttura di consulenza giuridico-amministrativa e tecnica che seguirà SugarNet in ogni fase della sua esistenza) la copertura viene integrata con l'acquisizione di un impianto a 88,700 MHz a Pavia e si trova un accordo con Circuito Marconi, esercente una frequenza a 88,650 MHz da Varese, per lenire le interferenze e migliorare così la sintonizzazione di Radio Milano Uno nella città e nella provincia di Milano, mentre la conduzione si arricchisce del contributo di personaggi televisivi come Alvin, Elena Di Cioccio, Fabrizio Biggio, Chiara Tortorella, Silvia Hsieh, e l'informazione viene coordinata da Maurizio Pesce.
Tuttavia le radio del gruppo Sugar non decollano, e Radio Milano Uno e Radio Roma Uno vengono chiuse nell'aprile 2005, mentre le frequenze vengono cedute dai Sugar a LifeGate Radio in cambio del 30% del pacchetto azionario della società della famiglia Roveda.
Successivamente, l'impianto 88,700 MHz da Milano verrà ceduto da LifeGate Radio alla Elite s.r.l. per la realizzazione del progetto Radio Millennium Milano che, in un certo senso, continua il percorso di radio metropolitana iniziato da Radio Milano Uno. Curiosità: la stazione era omonima di una radio milanese del 1978, RM1 Milanouno FM 100, dove esordì il dj Joe T Vannelli. . Radio Milano è stato anche il marchio adottato per qualche anno da Radio Super Hit (Mediatech s.r.l.) per la realizzazione di un'altra radio metropolitana sugli 89,800 MHz da Milano (dal 1º settembre 2014 la Mediatech s.r.l. ha ospitato sulle frequenze di Radio Milano i programmi dell'emittente italocinese Radio Globale in joint venture con la società GB Times Italia s.r.l. per poi cedere le stesse alla Italian International Radio & Media s.r.l., società pure di capitale cinese che le ha destinate al progetto Radio We).

## Conduttori e Speaker
- Alvin
- Elena Di Cioccio
- Stefania Salardi
- Dario Dossena
- Elisa Alloro
- Nunzia Palermo
- Fabrizio Biggio
- Chiara Tortorella
- Roger Mantovani
- Silvia Hsieh
- Antonio Losito